# 刘生 (1941年)
刘生（1941年12月—），男，汉族，安徽亳州人，中华人民共和国政治人物、书法家，曾任安徽省人民检察院检察长，安徽三名书画院院长。

## 生平
1964年毕业于皖南大学（现安徽师范大学）化学系，毕业后分配到巢县、寿县参加“四清”工作。历任安徽国营9335厂政治处干事、副主任，安徽省国防工办“五七”干校革委会副主任、党委委员。1976年调至安徽省国防工业干校工作，历任副校长，党委副书记、校长，党委书记。1983年9月任安徽省人民检察院副检察长、党组副书记，1993年2月任安徽省人民检察院检察长、党组书记。